# Bernard Brégeon
Bernard Brégeon (n. 6 iulie 1962, Suresnes, Région parisienne, Franța) este un caiacist ce a reprezentat Franța, medaliat olimpic. A participat la două ediții ale Jocurilor Olimpice (1984, 1988) în care a câștigat o medalie de argint și o medalie de bronz.